# Non possumus
Non possumus, vollständig Sine dominico non possumus, ist eine lateinische Phrase mit der Bedeutung „Wir können nicht“ beziehungsweise, in der vollständigen Version „Ohne den Sonntag können wir nicht (leben)“. 

## Sine dominico non possumus
Das Zitat wird im kirchlichen Bereich verwendet, um die Wichtigkeit der Heiligung des Sonntags mit der Feier des gemeinsamen Gottesdienstes und der Eucharistie zu betonen. Emeritus, einer der Märtyrer der heiligen Bücher, wies bei seinem Verhör durch den römischen Statthalter mit dieser später oft zitierten Antwort auf die Notwendigkeit der Eucharistiefeier hin, die er selbst, wie viele andere Christen, trotz kaiserlichen Verbots zelebriert hatte, für die er und seine Gefährten sich aber trotz Androhung von Folter und Todesurteil entschieden hatten.
So hatte Kaiser Diokletian den Christen den Besitz ihrer heiligen Schriften, den sonntäglichen Gottesdienst mit der Eucharistiefeier und die Errichtung von Gebäuden für ihre Versammlungen untersagt, auf Zuwiderhandlung stand die Todesstrafe.
2007 erschien bei Libreria Editrice Vaticana Sine Dominico non possumus! – Apostolische Reise von Papst Benedikt XVI. nach Österreich anläßlich der 850-Jahrfeier des Wallfahrtsortes Mariazell (7.–9. September 2007) = Ohne die Feier des Herrentags können wir nicht leben von Papst Benedikt XVI. mit der ISBN 978-88-209-7980-5.

## Non possumus
In dieser Kurzform kann das Zitat auch auf die Apostelgeschichte zurückgeführt werden. Dort lehnen es die Apostel Simon Petrus und Johannes vor dem hohen Rat mit den Worten „Wir können unmöglich schweigen über das, was wir gesehen und gehört haben“ (Apg 4,20 , lateinisch: „Non enim possumus quæ vidimus et audivimus non loqui“, Apg 4,20 ) ab, auf die Predigt und Lehre im Namen Jesu zu verzichten.
Eine weitere kirchliche Verwendung des Ausdrucks „Non possumus“ wird mit Papst Leo dem Großen in Verbindung gebracht, der im Jahre 448 an Bischof Rusticus von Narbonne schrieb: „quibus viventibus non communicavimus mortuis communicare non possumus“ (Übersetzung: „wir können nicht im Tode mit denen Gemeinschaft halten, die im Leben nicht in Gemeinschaft mit uns standen“). Papst Clemens VII. verwendete das Zitat, wohl Bezug nehmend auf Apg 4, 20, um die geplante Aufforderung des englischen Königs Heinrich VIII., die Ehe mit seiner Frau Katharina von Aragon für nichtig erklären zu lassen, abzulehnen. Danach wurde es zur wiederholten Ablehnungsformel der römischen Kurie, um Forderungen, die der Lehre der römisch-katholischen Kirche widersprachen, entgegenzutreten.
1869 erschien im Zusammenhang mit Auseinandersetzungen über das Erste Vatikanische Konzil bei Librairie de Joel Cherbuliez in Paris das Buch Non possumus des evangelischen Pastors Adolphe Schaeffer (1826–1896).
1870 erschien, verlegt von Ernst Julius Günther in Leipzig und L. W. Schmidt in New York, der dreibändige Roman Non possumus. von Eduard Fentsch (1814–1877), den er unter seinem Pseudonym „Frater Hilarius“ veröffentlichte.
Ab 1870 war „Non possumus“ der zusammenfassende Name für die diplomatischen Strategie der Päpste Pius IX., Leo XIII., Pius X., Benedikt XV. und Pius XI. hinsichtlich ihrer Beziehungen mit ausländischen Mächten nach der „Gefangennahme Roms“ (Eingliederung des Kirchenstaats in den entstehenden italienischen Nationalstaat, siehe römische Frage), bei der der Pontifex zum „Gefangenen im Vatikan“ wurde und sich entschied, seine Kontakte zur Außenwelt einzuschränken. Diese Phase endete mit den Lateranverträgen 1929.
Die lateinische Phrase Non possumus wird auch mit der Zeitgeschichte Polens verbunden. Am 8. Mai 1953 sandten polnische Bischöfe ein formelles Schreiben an die Parteiführung der Volksrepublik Polen, in dem sie ihr entschiedenes „Nein“ zur Unterordnung der römisch-katholischen Kirche unter den kommunistischen Staat erklärten. Im Gegenzug inhaftierte die Regierung den Kardinal Stefan Wyszyński.
1972 erschien das Gedicht Non possumus des rumänischen Dichters Marcel Gafton (1925–1987) in Bukarest bei Cartea Româneasca.